# Полетика, Идалия Григорьевна
Ида́лия Григо́рьевна Поле́тика (урожд. де Обертей; 1807 (или 1811) — 1889) — одна из активных фигур в стане светских врагов и гонителей А. С. Пушкина.
По словам П. И. Бартенева, «питала совершенно исключительное чувство ненависти к самой памяти Пушкина».

## Биография
Идалия была незаконной дочерью графа Григория Александровича Строганова (1770—1857). По одной из версий, будучи посланником в Испании, граф познакомился с португальской графиней д’Ойенгаузен (20.8.1782/1784 — 2.11.1864), супругой камергера португальской королевы Марии I графа д’Эга (брак распался), влюбился в красавицу-португалку, и вскоре она родила ему дочь, названную в честь одной из почитаемых католических святых — Идалией (при рождении получила имя Идалия де Обертей). После смерти своей первой жены Строганов женился в 1827 году на матери Идалии, но по законам того времени Идалия так и осталась незаконнорождённой. Девочка жила и воспитывалась со своими старшими братьями. В свете её называли «воспитанницей» графа.

Однако, по сведениям Смирновой-Россет и великого князя Николая Михайловича, у графини д’Ега вообще не было детей. Идалия же, как утверждала Смирнова-Россет, бывшая близкой приятельницей графини Строгановой, — действительно дочь Г. А. Строганова, но от другой женщины:
…от одной француженки, гризетки или модистки. Эта молодая девушка была прелестна, умна, благовоспитанна, у неё были большие голубые, ласковые и кокетливые глаза, и графиня выдала её замуж за monsieur Полетика, человека очень хорошего происхождения и с порядочными средствами.
Идалия рано вышла замуж (по некоторым сведениям — в 1826 году) за офицера Кавалергардского полка Александра Михайловича Полетику (1800 — 18.5.1857).

По воспоминаниям современников, 
…она была известна в обществе как очень умная женщина, но с очень злым языком, в противоположность своему мужу, которого называли „божьей коровкой“. Она олицетворяла тип обаятельной женщины не столько миловидностью лица, как складом блестящего ума, весёлостью и живостью характера, доставлявшего ей всюду постоянный, несомненный успех.

Идалия Полетика приходилась троюродной сестрой Н. Н. Пушкиной — через свою бабушку Елизавету Александровну Загряжскую (1745—1831), тётку Натальи Ивановны Гончаровой (ур. Загряжской; 1785—1848). На правах близкой подруги и родственницы хозяйки И. Полетика стала частой гостьей в доме Пушкиных. Дружелюбен к ней был и сам А. С. Пушкин. В 1833 году из Болдина в письме к жене он писал: 
…Полетике скажи, что за её поцелуем явлюсь лично, а что-де на почте не принимают.
Но в дальнейшем Пушкин и Идалия стали врагами. О причинах этой вражды исследователи творчества А. С. Пушкина спорят до сих пор. «Причины этой ненависти нам неизвестны и непонятны», — писал крупный пушкинист П. Щёголев. Другой пушкинист, П. Бартенев, в 1880 году, ссылаясь на слова княгини В. Ф. Вяземской (жены П. А. Вяземского), заметил: «Кажется, дело было в том, что Пушкин не внимал сердечным излияниям невзрачной Идалии Григорьевны и однажды, едучи в карете на великосветский бал, чем-то оскорбил её».
Согласно другой версии, Пушкин однажды написал в альбом Идалии любовное стихотворение и пометил его первым апреля.
В дальнейшем, в бытность свою в Одессе, П. Бартенев предпринял попытку нанести визит Идалии Григорьевне и расспросить её о причине этой вражды, но та, узнав о цели его визита, отказала ему в довольно резком тоне.
Идалии Полетике отводят весьма неблаговидную и роковую роль в знаменитой интриге, финалом которой стала дуэль А. С. Пушкина и Дантеса на Чёрной речке. Более того, есть мнение, что именно она стала автором этой интриги (к слову, в высшем свете у неё было весьма заслуженное прозвище «Мадам Интрига»). Так, по мнению Вадима Старка, именно она «автор анонимного пасквиля, который дал толчок всей той ситуации, которая, в конечном итоге, закончилась гибелью Пушкина».

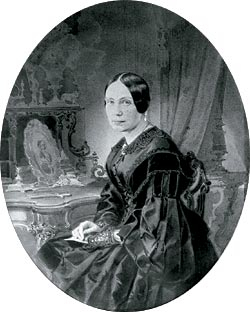
Идалия Полетика. Дагерротип. Середина XIX века

Доподлинно известно, что именно в доме у Идалии Полетики состоялось свидание Н. Н. Пушкиной и Дантеса, по мнению некоторых исследователей, ставшее одной из причин дуэли. Накануне окончательного решения о дуэли, со слов княгини Вяземской, 
…мадам Полетика, по настоянию Дантеса-Геккерна, пригласила Пушкину к себе, а сама уехала из дому…
 Пушкина рассказывала княгине Вяземской и мужу, что 

…когда она осталась с глазу на глаз с Дантесом, тот вынул пистолет и грозил застрелиться, если она не отдаст ему себя. Пушкина не знала, куда ей деваться от его настояний; она ломала себе руки и стала говорить как можно громче. По счастью, ничего не подозревавшая дочь хозяйки дома явилась в комнату, гостья бросилась к ней.— свидетельство Веры Вяземской
 После роковой дуэли только чета Строгановых и Полетика посещали дом Дантес-Геккернов. Из письма Екатерины Дантес к мужу, высланному после дуэли из России:

Идалия приходила вчера на минуту с мужем, она в отчаянии, что не простилась с тобою; говорит, что в этом виноват Бетанкур; в то время, когда она собиралась идти к нам, он ей сказал, что уже будет поздно, что ты по всей вероятности уехал; она не могла утешиться и плакала как безумная.
С именем Идалии связана ещё одна история, достоверность которой, правда, не подтверждена полностью. Последние годы своей жизни она жила в Одессе, у своего единокровного брата — генерал-губернатора А. Г. Строганова. В 1880 году, когда в Одессе было заявлено о планах сооружения памятника А. С. Пушкину, Идалия Полетика говорила, что это её глубоко оскорбляет и она намерена поехать и плюнуть на того, кто был «изверг».
Умерла 27.11.1890 в Одессе. Была похоронена в Одессе на Первом Христианском кладбище (снесено к 1937 г.).